# Henning Enoksen
Henning Enoksen   (Sejerslev, 26 de setembre de 1935 - Grenaa, 25 de setembre de 2016) fou un futbolista danès de la dècada de 1960.
Fou 54 cops internacional amb la selecció de Dinamarca. Pel que fa a clubs, defensà els colors de Vejle Boldklub i AGF Aarhus.